# Chemical Invasion
Chemical Invasion (рус. Химическое вторжение) — второй альбом германской группы Tankard, выпущенный в 1987 году. Название альбома музыканты не связывали с химической угрозой и катаклизмами. Участники группы как представители «алкоголик-метал» выражали в нём свой протест, связанный с отменой Райнхайнтсгебот (нем. Reinheitsgebot — требование к чистоте) — закона, регламентирующего производство пива в Германии, и были против ввоза в Германию пива с различными химическими добавками.

## Список композиций
1. «Intro» (0:17)
2. «Total Addiction» (3:26)
3. «Tantrum» (3:15)
4. «Don’t Panic» (4:25)
5. «Puke» (0:58)
6. «For A Thousand Beers» (7:23)
7. «Chemical Invasion» (5:27)
8. «Farewell To A Slut» (4:10)
9. «Traitor» (7:56)
10. «Alcohol» (2:11) (Gang Green cover)

## В работе над альбомом участвовали
- Andreas "Gerre" Geremia — вокал;
- Axel Katzmann — гитара;
- Andy Bulgaropulos — гитара;
- Frank Thorwarth — бас-гитара;
- Oliver "O.W." Werner — ударные.
- Продюсер: Harris Johns.
- Дизайнер обложки: Sebastian Krüger.